# Leica M4-P
La Leica M4-P è una macchina fotografica della Leica, presentata nel 1980 con l'esemplare n° 1.543.351 per sostituire la Leica M4-2. È stata costruita per 6 anni, ossia fino al 1986 con l'apparecchio 1.692.950, in un totale di 23180 esemplari.

## Caratteristiche ulteriori
- Pezzi prodotti: 500 cromate, 22680 nere
- Finitura: cromata e nera
- Leva di carica: ad un tempo
- Selettore focali: per 28-90, 35–135 mm e 50–75 mm
- Tempi: 1s, 1/2, 1/4, 1/8, 1/15, 1/30, 1/50 (sincro-flash), 1/60, 1/125, 1/250, 1/500, 1/1000 +B
- Pressa pellicola: in metallo
- Autoscatto: no
- Predisposizione per il winder: sì
- Occhielli per cinghia: tondi

La Leica M4-P si differenzia di poco dalla M4-2 che sostituisce. La novità maggiore è costituita dal cambio delle focali, che viene estesa anche alle focali 28 e 75 mm. Compare la scritta Leica sulla calotta in posizione frontale, ed un bollino rosso con il marchio Leitz in corrispondenza del foro dove nei modelli fino alla M4 era alloggiato il comando per l'autoscatto.